# Excavata
Excavata са подгрупа едноклетъчни еукариоти в групата Bikonta. Филогенетичната категория Excavata, предложена през 2002 г. от Томас Кавалиър-Смит съдържа разнообразни свободно живеещи и симбионтни форми, а също така включва някои важни паразити по хората.
При много от представителите липсват класическите митохондрии – тези организми са често наричани – „амитохондрийни“, въпреки че най-вероятно всички са запазили митохондриалните органели, но в силно модифицирана форма. Други имат митохондрии с тръбни, дискови или в някои случаи пластинчати кристи. Повечето Excavata имат две, четири или повече камшичета, а много от тях имат видна вентрална бразда за хранене с характерна микроструктура, поддържана от микротубулите. Въпреки това, различните групи, които нямат тези черти могат да се разглеждат като Excavata въз основа на генетични доказателства (предимно филогенетични дървета на молекулярните последователности).
Excavata с най-близки до многоклетъчност характеристики са Acrasidae. Подобно на други клетъчни (лигавите гъби), те живеят по-голямата част от живота си като отделни клетки, но понякога се събират в по-големи клъстери.